# Генрик Яцковський
Генрик Яцковський Т. І. (пол. Henryk Nostitz-Jackowski; 8 серпня 1834, Яблово — 6 травня 1905, Хирів) — польський церковний діяч, римо-католицький священник, єзуїт, педагог, ректор декількох єзуїтських колегій, провінціал єзуїтів у Галичині (1881–1887). На просьбу папи Лева ХІІІ посприяв проведенню Добромильської реформи василіян.

## Життєпис
Народився 8 серпня 1834 року в Яблові біля міста Старогард-Ґданський. Був четвертою наймолодшою дитиною Яцка Яцковського і Констанції з дому Ґромбчевських.
Гімназійні студії розпочав у Браневі, а закінчив у Хелмні. Склав матуру в 1853 році в Гданську. Вивчав право у Берлінському університеті, але після двох років перейшов до Вроцлава, де слухав викладів методології і німецького права. 1856 році розпочав богословські студії в Римі в Папському Григоріанському університеті, а закінчив у духовній семінарії в Пельпліні. 8 квітня 1860 року отримав священничі свячення з рук єпископа Яна Марвіча. Після висвячення працював у м. Битів, де збудував церкву. 3 січня 1862 року за згодою свого єпископа вступив до Товариства Ісуса.
У 1865–1870 роках брав участь у місіях у Сьремській землі. Після його місійних наук масово наверталися залежні від алкоголю, через що йому навіть дали прізвисько «молот на пияків». У 1871–1877 роках був ректором колегії єзуїтів і магістром новіціяту в Старій Весі. Впродовж 1878–1880 років працював серед греко-католиків Підляшшя, розсіяних після ліквідації Холмської унійної єпархії (1875), 18 місяців відсидів у російській в'язниці. 1880–1881 — ректор у Кракові (з 1880 був сповідником Андрея Шептицького), 1881–1887 — провінціал єзуїтів у Галичині. 
У цей період на просьбу папи Лева ХІІІ посприяв проведенню Добромильської реформи василіян, зокрема, як провінціал, призначав підпорядкованих йому священників і братів на служіння у василіянських монастирях, які приступали до реформи. У 1882–1887 роках був також т. зв. візитатором василіян. Як апологію реформи у часописі «Przegląd Powszechny» написав статтю «Bazylianie i reforma dobromilska [Архівовано 13 червня 2021 у Wayback Machine.]», видану згодом окремою брошурою (Краків 1884).
У період свого провінціальства відкрив єзуїтські станиці в Станиславові (1883) і Чернівцях (1885), підтримував єзуїтські місії в Румунії, Африці і серед емігрантів у Америці. Разом із о. Мар'яном Моравським у 1883 році заснував науково-виховний заклад отців єзуїтів у Хирові.
Ректор у Хирові (1887–1891), настоятель резиденції св. Варвари у Кракові (1893–1896) і Цешині (1902–1904). У 1894 році влада Галичини висунула кандидатуру о. Яцковського на Краківське єпископство, але він відмовився від цієї гідності.
Засновник часописів «Misje Katolickie» і «Przegląd Powszechny».
Помер у Хирові 6 травня 1905 року.